# Districtes de Belize

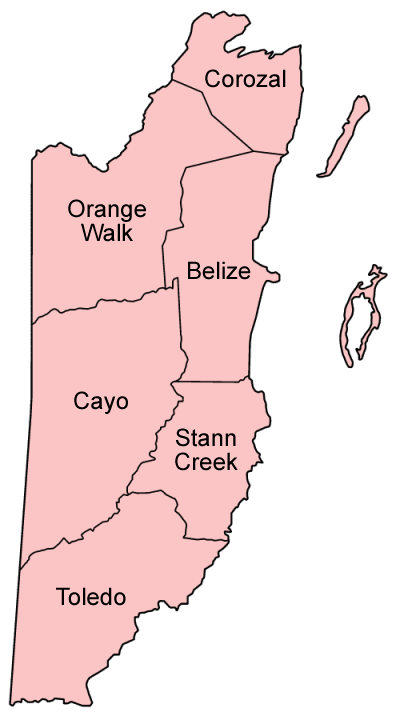
Mapa dels districtes de Belize.

Els Districtes de Belize són la divisió territorial de primer ordre en què s'organitza l'estat centreamericà de Belize.
Els districtes de Belize són sis:
| Codi | Districte   | Capital          | Superfície (km²) |
| ---- | ----------- | ---------------- | ---------------- |
| 1.   | Belize      | Belize City      | 4.204            |
| 2.   | Cayo        | San Ignacio      | 5.338            |
| 3.   | Corozal     | Corozal Town     | 1.860            |
| 4.   | Orange Walk | Orange Walk Town | 4.737            |
| 5.   | Stann Creek | Dangriga         | 2.176            |
| 6.   | Toledo      | Punta Gorda      | 4.648            |

La capital del país, Belmopan, és dins del districte de Cayo.